# Първи македонски конгрес
Първият македонски конгрес е общ конгрес на легалните македонски емигрантски дружества в България и Румъния, провел се в 1895 година в София, на който е създадена обща организация - Македонската организация, начело на която стои Македонският комитет (известен с по-късното си име Върховен комитет).

## История
Основите на общата емигрантска организация са поставени чрез сливане на централните и провинциални дружества на двете основни организации – Младата македонска дружина, представител на еволюционната линия и на „Братския съюз“ - представител на революционната тенденция. Импулс за създаване на общата организация са протестните митинги, организирани от Младата македонска дружина през ноември и декември 1894 година в София по повод кланетата на арменците в Османската империя. Същевременно основаването на единна македонска организация става възможно и вследствие на размразяването на политическия живот в Княжество България след падането на Стефан Стамболов от власт.
Конгресът е свикан с възвание от 19 февруари 1895 година, в което предварително е обявен дневният ред на конгреса в десет точки:
| „ | - I. Какво положение създаде Берлинский договор за Македония и другите области под прякото владение на Н. И. В. Султана в Европейска Турция. - II. Взела ли е Турция върху себе си някакво задължение и какво относително положението на немюсюлманските народи в прямите владения на султана в Европейска Турция, изпълнила ли е тя това си задължение и способна ли е да го изпълни или не. Кои са причините на това? - III. Взели ли са върху себе си Великите европейски сили страни, подписващи Берлинския договор, някакво задължение и какво за положението на немюсюлманските народи в областите под прякото владение на султана в Европейска Турция? - IV. Какво е днешното положение на немюсюлманските народи в Европейска Турция? - V. Какво трябва да се направи за подобрение на положението на немюсюлманските народи в прямите владения на Н. И. В. Султана в Евр. Турция. Целесъобразно ли е за това изпращането на една депутация до европейските дворове и изпращането от страна на конгреса меморандум до Н. И. В. Султана, за да се иска изпълнението на чл. 23 и 62 от Берл. договор. - VI. Ако не трябва да се изпраща депутация до европейските дворове или нейната мисия се осуети, то трябва ли и легално средство ли е, за да се подобри положението на немюсюлманските народи в прямите владения на султана, да се повдигне поголовно въстание в Македония, Одринско и Албания за изпълнение от страна на Турция чл. 23 от Берлинския договор? - VII. В случай на въстание кой трябва да вземе инициативата да го приготви и предприеме и от де да се намерят средствата за това? - VIII. Кога трябва да се свика от Комитета в София вторий конгрес от делегати тоже на всички дружества в България и вън от нея и от какво число делегати трябва да се състои той? - IX. Каква връзка трябва да съществува между Македонский комитет в София и другите дружества и по какъв начин да се сношават те помежду си? - X. Трябва ли Македонский комитет в София да влезе в сношение с разни други дружества по делото за подобрение положението на немюсюлманските народи в Турция, дружества, които имат седалищата си в Белград, Букурещ, Париж, Атина, Лондон и другаде, и как да се отнася спрямо тях? | “ |

Конгресът заседава от 19 до 28 март и на него присъстват 61 делегати. За място на конгреса е избрана София поради „грамадното число на македонците, които населяват повече от половината столица, самото ѝ политическо значение, и близостта ѝ до Македония“. Конгресът е председателстван от бившия председател на Братския съюз Трайко Китанчев.
Конгресът приема „Решения на Първия македонски конгрес“, „редактирани и написани“ от Китанчев, които на практика са Устав на новата македонска легална организация. Според тях всички съществуващи емигрантски дружества се сливат в единна Македонска организация (член 3), начело с Македонски комитет (член 16 и 17):
| „ | 3. Всичките македонски дружества, където и да се намират те (включително и Софийското), съставляват едно цяло, начело на което стои двадесеточленен комитет със седалище в г. София... 16. Комитетът, ръководещ делата на всички македонски дружества носи названието „Македонски комитет“. 17. Комитетът състои от едно петчленно бюро и 15 души съветници. | “ |

Пръв председател на комитета става бившият председател на Братския съюз Трайко Китанчев, подпредседател е Наум Тюфекчиев, а секретар - Тома Карайовов. Членовете на Комитета са предимно представители на русофилската опозиция в България от Демократическата и Цанковистката партия.
Целта на организацията и средствата за постигането ѝ са дефинирани така:
| „ | I Целта на македонските дружества 1. Целта на македонските дружества е придобиване за населенията в Македония и Одринско политическа автономия, приложена и гарантирана от Великите сили. II Средства за постигане на целта 2. Въздействие върху българските правителства и общественото мнение в България и Европа чрез: а) печатно слово; б) агитация в другите балкански държавици за общо действие в полза на автономията; в) агитации и митинги; г) поддържане избора за депутати в Народното събрание на ония лица, които се задължават да действуват за постигане целта на македонските дружества; д) изпращане делегати и меморандум до европейските дворове и най-сетне е) изобщо прилагане на мероприятия, диктувани от силата на обстоятелствата. | “ |

„Решенията на Първия македонски конгрес“ са най-ранният програмен документ, в който се говори за автономия за Македония и Одринско. Този принцип на автономията доминиращ в средите на емиграцията още преди конгреса. „Глас македонски“ пише на 26 март:
| „ | Както и предсказахме тоя конгрес ще има едно благотворно влияние за бъдещето единство на македонзите въобще и на населението от Одринский вилает и тяхната задружна работа за сдобиването автономни права, за което всички ние вече толкова време ратуваме. | “ |

Автономията като цел е приета почти единодушно от делегатите – само трима делегати, между които Димитър Македонски, гласуват за приемане на цел „присъединяване към България“. Принципът остава непроменен във всички статути на организацията до края на съществуването ѝ. Освен легалната дейност – въздействие чрез печатно слово, агитации и митинги, организацията от самото начало допуска и въоръжената борба като средство за постигане на тази цел – формулировката и на този член остава непроменена в следващите статути, а последвалите събития показват, че на практика революционната тенденция напълно надделява над еволюционната. Член 14 вменява задължение на всеки член да въздейства върху българското правителство, съобразно с ориентацията му към целите на организацията, а член 36 дава право на Комитета да влиза в сътрудничество с други организации, преследващи същата цел:
| „ | 14. Всеки член на македонските дружества по въпроса за автономията на Македония и Одринско се задължава да поддържа всяко българско правителство, което действува за постигане на тази цел, и да се старае да въздействува върху онова правителство, което би я игнорирало. 36. Комитетът е опълномощен от конгреса да влиза в сношение и споразумение за задружно действие с всички асоциации, съставени от други народности, които преследват същата цел, както и македонските дружества. | “ |